# Льошерн фон Герцфельд Софія Олександрівна
Софія Олександрівна Лешерн фон Герцфельд (1842, Малі Меглеці, Миколо-Мошинська волость, Боровичський повіт, Новгородська губернія, Російська імперія — 1898, Селенгінськ, Забайкальська область, Російська імперія) — російська та українська революцінерка, терористка та народниця, членкиня українських гуртків «Південні Бунтарі», близьких до «Землі і волі». 
Соратниця та бойова подруга найвідомішого бойовика-терориста Валер'яна Осинського.
Софія Олександрівна Лешерн фон Герцфельд — перша жінка в Російській імперії, засуджена царським судом за революційну діяльність на смертну кару.

## Біографія

### Походження
Представниця старовинного дворянського роду, що сягає шведського офіцера Льошерна фон Герцфельда (Löschern von Herzfeld), полоненого росіянами в ході Північної війни і взятого на службу російським імператором Петром I. З 1760 — дворяни Естляндської губернії . 

#### Родина
Народилася в сім'ї генерал-майора Олександра Карловича Лешерн фон Герцфельда (1804—1872) та його дружини Наталії Олексіївни (уроджена Тиркова;1817—1895). 
Разом із Софією виховувалася старша сестра Ганна (31 січня 1838 — 8 вересня 1899) і брати Федір та Олександр. 
Здобула хорошу домашню освіту, знала іноземні мови, була начитана.

### Революційна діяльність

#### Аларчинські курси та знайомство з революціонерами
У 1870 році вступила на Аларчинські жіночі курси в Санкт-Петербурзі . Познайомилася зі слухачами курсів Софією Перовською, Є.А. Ковальської та О. Корбою, сестрами Олександрою та Вірою Корніловими. Навчаючись на курсах, вони створили гурток із вивчення політичної літератури.

#### "Ходіння в народ"і педагогічна діяльність

##### Меглецькийперіод
У 1871 році за своєю ініціативою почала вести соціальну роботу на селі. Неподалік своєї родової садиби, в Меглецях вона організувала для селян кредитно-позикове товариство, фактично "селянський банк".
У 1872 там відкрила школу для селян, вчителем якої був запрошений П.В. Засодимський, який пропрацював до середини грудня 1882 . Потім був запрошений Д.І. Гамов, заарештований під Москвою в 1873 за поширення прокламацій і засуджений надалі у справі О.В. Долгушина. 
Після цього Софії Герцфельд змушена була сама займатися викладацькою діяльністю у школі. У 1873 році за доносом її школу було закрито владою, а самій Софії заборонено педагогічну діяльність. До пізньої осені 1873 року проживала у родовому маєтку та вела протиурядову пропаганду серед селян. Була заарештована, але невдовзі звільнена.

##### Петербурзькийперіод
Наприкінці 1873 року переїхала до Санкт-Петербурга. Увійшла в народницький гурток Феофана Нікандоровича Лермонтова, свого майбутнього чоловіка. Отримала фальшиві документи.

##### Саратовськийперіод іарешт
У травні 1874 року з фальшивим паспортом на ім'я Варвари Лєшева почала « ходіння в народ », займалася протиурядовою пропагандою серед селян у Саратовській губернії .
17 червня 1874 року була заарештована в Саратові. Утримувалась спочатку у Саратовському тюремному замку, потім переведена до Санкт-Петербурга. З 19 лютого 1875 року перебувала у Петропавлівській фортеці . 20 січня 1876 року переведена в Будинок попереднього ув'язнення . З 5 жовтня 1876 знову в Петропавлівській фортеці. 12 жовтня 1877 року знову переведено до Будинку попереднього ув'язнення. 5 травня 1877 року віддано суду Особливої Присутності Урядового Сенату за обвинуваченням у складанні протизаконного співтовариства та участі у ньому (процес 193-х). 29 жовтня 1878 року за відмову відповідати на питання суду видалено із зали засідань. 23 січня 1878 визнана винною у вступі в протизаконне співтовариство зі знанням про його злочинні цілі і засуджена до позбавлення всіх прав і до посилання в Тобольську губернію, причому суд клопотав про заміну призначеного покарання висилкою в одну з віддалених губерній Європейської росії.
У зв'язку з клопотанням впливових родичів (через фрейліну імператриці ) імператор Олександр II фактично скасував вирок суду. За Високим наказом 11 травня 1878 року вирок суду затверджено умовно, а справі вона підпорядкована нагляду поліції з травня 1878 року у Санкт-Петербурзі три роки. У серпні 1878 року подала прохання про бажання йти до Архангельської губернії за своїм нареченим, засудженим Феофаном Нікандровичем Лермонтовим. Однак поїздка не відбулася через смерть Ф.Н. Лермонтова.

#### Київі«Південні Бунтарі»

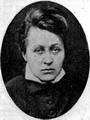
Sofia Löschern von Herzfeld

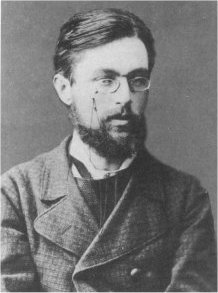
Валер'ян Осинський

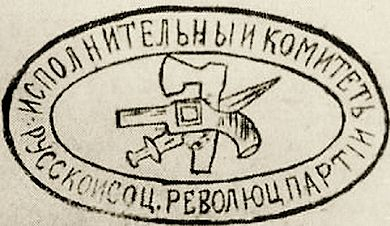
Печатка організації Валер'яна Осинського

У другій половині 1878 року зникла з Санкт-Петербурга, перейшла на нелегальне становище. З фальшивим паспортом переїхала до Києва і приєдналася до гуртка В.А. Осинського, познайомилася з «Південними Бунтарями» і українськими «Землевольцями».

##### Адреса у Києві
Київ, вулиця Володимирська, 37 кв. 29.

### Арешт і загибель
24 січня 1879 року заарештована з В.А. Осинським та І.Ф. Волошенком у Києві після збройного опору під прізвищем дружини землеміра Байкової. Тоді новий, невипробуваний револьвер не спрацював у руці фон Лешерн за двох спроб вистрілити у капітана поліції Г.П.Судейкіна. 
Київським військово-окружним судом 7 травня 1879 року засуджено у справі В. Осинського до страти через розстріл, заміненої за конфірмацією 13 травня 1879 року позбавленням усіх прав та безстроковими каторжними роботами у фортецях. Софія Лешерн фон Герцфельд — перша жінка в Російській імперії, засуджена царським судом за революційну діяльність на смертну кару.
21 листопада 1879 року прибула на Карійську каторгу.
У вересні 1890 випущена у вільну команду. У зв'язку із застосуванням умов маніфесту 1891 року термін робіт скорочено до 20 років. За маніфестом 1894 випущена на поселення. Поселена в Селенгінську (Забайкальська область).
Померла в 1898 від пневмонії в Селенгінську (за іншими відомостями померла у Верхньоудинську).

## Чоловіки
- Перший чоловік — 
  - Феофан Нікандрович Лермонтов (27.09.1847 – 11.12.1878) — російський революціонер, народник. Походив з кріпаків. У 1871-1872 роки - член "Великого товариства пропаганди" (так званих "чайковців"), у 1873-1874 роки очолював "гурток бунтарів". Був особисто пов'язаний із Бакуніним. Вів пропаганду серед робітників, брав участь у підготовці "ходіння в народ". Заарештований у січні 1874 року у Петербурзі. Судився за "процесом 193-х" (1877-1878). Помер у Литовському замку перед відправкою на заслання [6].
- Другий чоловік — 
  - Валеріан Андрійович Осинський (1852-1879) — найвідоміший і найавторитетніший революціонер-терорист тих часів.